# 和田悟
和田 悟（1987年6月2日 -） は日本の起業家。元TBSテレビのディレクター。

## 来歴
東京大学経済学部を卒業後、株式会社TBSテレビに入社する。当時最年少だった28歳でバラエティ番組のプロデューサー演出を担当する。2019年に退社し、起業。動画制作・YouTubeプロデュース専門の株式会社WADAIを営む。StockSun株式会社の認定パートナー。

## 売名ステーション
- 売名ステーション[2]は和田悟が企画のYouTubeチャンネルで、毎回様々なゲストを呼び、トークをするものである。
- 過去に出演したゲストを列記する。

- BUNZIN（ぶんじん）
- ただのフリーター
- 草原俊彦（くさはらとしひこ）
- 宮っくす宮べえ
- Toshiki(としき)
- Luna(るな)(マジシャン)
- サトシックス
- ひろゆかない
- スーパーマチョモンTV
- ジョイチャンネル【クス/サイト―】
- えだチャンネル
- 泉武志(いずみたけし)(格闘家)
- カズイチ
- ホームレスおじさん
- 売れても天狗にならない部【ヒカリエ・ルイ/通天閣りく/愛しのシェリー】
- 空飛ぶG会話コーチ
- マジシャンyoshi44
- 平成墓嵐（へいせいはかあらし）【夕月未終/想都ぱら/毛並みん】(アイドル)
- 偏屈ボーイズクラブ
- ベテランち
- Superstarbutch(すーぱーすたーぶっち)
- Blackdiamond(ぶらっくだいあもんど)【あおちゃんぺ/るなこんが/まーちりん】(ギャルグループ)
- 今賀はる(AV女優)
- 中藤充紀(なかとうあつき・メジロイドのペコ)(役者)
- きっしー
- アキバコバキューム
- ぶらっくさむらい(竹内剛)
- 高橋怜奈(たかはしれいな)
- 全力煩悩チャンネル
- しまっちょ
- セラピストもこ
- テツポポ【財前/デブ道】
- ココナッツようへい
- ゆなちん
- 大橋(オオハシーズ)
- 堀井翼(ほりいつばさ)
- 元木敦司(もときあつし)
- たまき
- 250番(にひゃくごじゅうばん)
- 駿太さん
- ぼくゆう
- 福原英樹(ふくはらひでき)
- いーだ
- オカル道【もがくひと/押戸けい】
- 雪凛（ゆきりん）
- こうようイズム